# Badanie kryminalistyczne
Badanie kryminalistyczne – multidyscyplinarna dziedzina badań wykonywanych na potrzeby procesów karnych. Grupa badań opartych głównie na doświadczeniach chemii, fizyki oraz nauk technicznych.

## Rodzaje badań
Ze względu na zakres (rodzaj pozyskiwanych informacji) badania kryminalistyczne dzielą się na:
- badania biologiczne
- badania fizykochemiczne
- badania mechanoskopijne (patrz: mechanoskopia)
- badania daktyloskopijne (patrz: daktyloskopia)
- badania grafologiczne (patrz: grafologia)
- badania informatyczne (patrz: informatyka śledcza)
- badania daktyloskopijne,
- badania grafologiczne,
- badania informatyczne,
- badania antropologiczne.

Ze względu na metodologię badania kryminalistyczne dzielą się na:
- badania identyfikacyjne
- badania porównawcze
- badania właściwości substancji i przedmiotów.

## Instytucje wykonujące badania kryminalistyczne w Polsce
Głównym zadaniem instytucji zajmujących się badaniami kryminalistycznymi jest wydawanie opinii kryminalistycznych dla potrzeb organów ścigania i wymiaru sprawiedliwości.
Laboratoria Kryminalistyczne Komend Wojewódzkich Policji nadzorowane pod względem merytorycznym przez Centralne Laboratorium Kryminalistyczne Komendy Głównej Policji znajdują się w 16 miastach wojewódzkich.
Instytucje wykonujące badania kryminalistyczne niebędące wydziałami jednostek policji:
- Instytut Ekspertyz Sądowych  im. prof. dra Jana Sehna w Krakowie
- Instytut Ekspertyz Kryminalistycznych Analityks w Poznaniu